# Ray Ruffels
Ray Ruffels, né le 23 mars 1946 à Sydney, est un ancien joueur de tennis professionnel australien.

## Parcours dans les tournois duGrand Chelem

### En simple
| Année | Open d'Australie | Open d'Australie | Internationaux de France | Internationaux de France | Wimbledon       | Wimbledon   | US Open         | US Open     | Open d'Australie | Open d'Australie |
| ----- | ---------------- | ---------------- | ------------------------ | ------------------------ | --------------- | ----------- | --------------- | ----------- | ---------------- | ---------------- |
| 1964  | 2e tour (1/16)   | M. Sangster      | —                        | —                        | —               | —           | —               | —           | n.o.             | n.o.             |
| 1965  | —                | —                | 1er tour (1/64)          | R. Dowdeswell            | 1er tour (1/64) | T. Roche    | —               | —           | n.o.             | n.o.             |
| 1966  | 1/8 de finale    | A. Ashe          | 1er tour (1/64)          | I. Buding                | 1er tour (1/64) | J. Newcombe | 1/8 de finale   | O. Davidson | n.o.             | n.o.             |
| 1967  | 1/8 de finale    | C. Richey        | 3e tour (1/16)           | P. Darmon                | 1/4 de finale   | R. Taylor   | 2e tour (1/32)  | C. Pasarell | n.o.             | n.o.             |
| 1968  | 1/2 finale       | J. Gisbert       | 1/8 de finale            | A. Gimeno                | 3e tour (1/16)  | T. Roche    | —               | —           | n.o.             | n.o.             |
| 1969  | 1/2 finale       | A. Gimeno        | 1er tour (1/64)          | H. Nerell                | 1er tour (1/64) | C. Graebner | 2e tour (1/32)  | P. Gonzales | n.o.             | n.o.             |
| 1970  | 1/4 de finale    | A. Ashe          | 3e tour (1/16)           | M. Mulligan              | 2e tour (1/32)  | T. Roche    | 3e tour (1/16)  | B. Fairlie  | n.o.             | n.o.             |
| 1971  | 2e tour (1/16)   | A. Ashe          | 3e tour (1/16)           | I. Năstase               | 2e tour (1/32)  | T. Okker    | 1er tour (1/64) | P. Gerken   | n.o.             | n.o.             |
| 1972  | —                | —                | —                        | —                        | —               | —           | 3e tour (1/16)  | A. Gimeno   | n.o.             | n.o.             |
| 1973  | —                | —                | —                        | —                        | —               | —           | —               | —           | n.o.             | n.o.             |
| 1974  | —                | —                | —                        | —                        | —               | —           | 1er tour (1/64) | R. Lutz     | n.o.             | n.o.             |
| 1975  | 2e tour (1/16)   | D. Crealy        | —                        | —                        | 2e tour (1/32)  | B. Mitton   | —               | —           | n.o.             | n.o.             |
| 1976  | 1/2 finale       | J. Newcombe      | —                        | —                        | 2e tour (1/32)  | K. Meiler   | 2e tour (1/32)  | F. McMillan | n.o.             | n.o.             |
| 1977  | 2e tour (1/16)   | C. Dibley        | —                        | —                        | 2e tour (1/32)  | B. Martin   | —               | —           | 1/4 de finale    | V. Gerulaitis    |
| 1978  | n.o.             | n.o.             | —                        | —                        | 2e tour (1/32)  | T. Moor     | 1er tour (1/64) | D. Carter   | 1er tour (1/32)  | B. Drewett       |
| 1979  | n.o.             | n.o.             | —                        | —                        | —               | —           | —               | —           | 1er tour (1/32)  | J. James         |

N.B. : à droite du résultat se trouve le nom de l'ultime adversaire.

### En double
Parcours en double à partir de 1968.
| Année | Open d'Australie           | Open d'Australie          | Internationaux de France | Internationaux de France | Wimbledon                 | Wimbledon                   | US Open                     | US Open               | Open d'Australie           | Open d'Australie     |
| ----- | -------------------------- | ------------------------- | ------------------------ | ------------------------ | ------------------------- | --------------------------- | --------------------------- | --------------------- | -------------------------- | -------------------- |
| 1968  | 1/2 finale B. Bowrey       | D. Crealy A. Stone        | 1/8 de finale T. Addison | T. Koch Mandarino        | 1er tour (1/32) B. Bowrey | C. Drysdale R. Taylor       | —                           | —                     | n.o.                       | n.o.                 |
| 1969  | 1/4 de finale B. Bowrey    | R. Moore M. Riessen       | 1/4 de finale B. Bowrey  | R. Emerson R. Laver      | 1/8 de finale B. Bowrey   | T. Okker M. Riessen         | —                           | —                     | n.o.                       | n.o.                 |
| 1970  | 1/8 de finale B. Bowrey    | J. Cooper B. Phillips     | 1/8 de finale R. Keldie  | A. Ashe C. Pasarell      | 1er tour (1/32) C. Richey | K. Rosewall F. Stolle       | 1er tour (1/32) B. Fairlie  | T. Addison Carmichael | n.o.                       | n.o.                 |
| 1971  | 1er tour (1/16) Carmichael | J. Alexander P. Dent      | 1/2 finale Carmichael    | T. Gorman S. Smith       | 2e tour (1/16) Carmichael | J. Alexander P. Dent        | 2e tour (1/16) Carmichael   | B. Hewitt F. McMillan | n.o.                       | n.o.                 |
| 1972  | —                          | —                         | —                        | —                        | —                         | —                           | —                           | —                     | n.o.                       | n.o.                 |
| 1973  | —                          | —                         | —                        | —                        | —                         | —                           | —                           | —                     | n.o.                       | n.o.                 |
| 1974  | 1/4 de finale Carmichael   | Newcombe T. Roche         | —                        | —                        | —                         | —                           | 1er tour (1/32) G. Battrick | Di. Dell S. Stewart   | n.o.                       | n.o.                 |
| 1975  | 1/4 de finale C. Dibley    | Carmichael A. Stone       | —                        | —                        | —                         | —                           | —                           | —                     | n.o.                       | n.o.                 |
| 1976  | 1er tour (1/16) A. Stone   | R. Gehring U. Marten      | —                        | —                        | 2e tour (1/16) Carmichael | A. Panatta I. Țiriac        | 1/2 finale A. Stone         | P. Kronk C. Letcher   | n.o.                       | n.o.                 |
| 1977  | 1/4 de finale A. Stone     | C. Pasarell E. Van Dillen | —                        | —                        | 2e tour (1/16) A. Stone   | J. Alexander P. Dent        | —                           | —                     | Victoire A. Stone          | J. Alexander P. Dent |
| 1978  | n.o.                       | n.o.                      | —                        | —                        | 1er tour (1/32) A. Stone  | Ti. Gullikson To. Gullikson | 2e tour (1/16) Carmichael   | V. Amaya T. Waltke    | 1/4 de finale A. Stone     | W. Fibak K. Warwick  |
| 1979  | n.o.                       | n.o.                      | —                        | —                        | 1er tour (1/32) T. Graham | R. Moore R. Tanner          | —                           | —                     | 1er tour (1/16) R. Simpson | R. Case G. Masters   |

N.B. : le nom du ou de la partenaire se trouve sous le résultat ; le nom des ultimes adversaires se trouve à droite.